# Say (All I Need)
Say (All I Need) е поп песен на групата OneRepublic, част от техния дебютен албум Dreaming Out Loud, която през 2008 година е издадена като третия сингъл от албума.